# Franciszek Kuś
Franciszek Kuś (ur.w 1876 r. w Wołowicach pod Krakowem, zm. 29 czerwca 1959 w Krakowie) – nauczyciel, pamiętnikarz, działacz ludowy i oświatowy.
Franciszek Kuś był kierownikiem szkół m.in. w Baczynie, Harbutowicach, Wołowicach, Kleczy Dolnej. Autor pamiętnika stanowiącego dziś obszerny dokument ukazujący warunki pracy nauczyciela wiejskiego na przełomie wieków XIX i XX, a także będącego bogatym źródłem wiedzy na temat kultury ludowej i wiejskich zwyczajów, które zostały przez autora zanotowane i opisane wraz z wielką liczbą przyśpiewek - autor wędrował po wsiach, zapraszany przez chłopów na wesela, chrzciny i inne uroczystości, spisując słowa i melodię przyśpiewek oraz przebieg obrządków i rytuałów.
Pamiętnik Franciszka Kusia jest dostępny w zbiorach Biblioteki Jagiellońskiej i Ossolineum we Wrocławiu.
Urodzony w biednej flisackiej rodzinie, ukończył seminarium nauczycielskie i w 1898 roku otrzymał pierwszą posadę w szkole wiejskiej. Od historycznego zjazdu w 1895 roku w Rzeszowie, który dał początek zorganizowanemu ruchowi ludowemu, był czynnym ludowcem aż do ostatnich dni swojego życia. Krzewił we wsiach oświatę, czytelnictwo pism ludowych, zakładał organizacje społeczne (m.in. OSP Klecza Dolna, OSP Harbutowice), pobudzał aktywność i inicjatywę chłopów, pomagał młodzieży w kształceniu. W ciągu kilkudziesięciu lat pracy zdziałał wiele dla kulturalnego i gospodarczego rozwoju wsi, a jego przykład osobisty przyciągnął do Stronnictwa Ludowego wielu dzielnych chłopów i inteligentów wiejskich. Za ludowe przekonania i śmiałą krytykę władzy był przerzucany przez władze sanacyjne z jednego województwa do drugiego, z jednej szkoły do drugiej.
Bolesław Dejworek wspomina w „Wieściach” z 12 lipca 1959 roku: „Przychodził do naszej redakcji co tydzień, ciekaw każdego numeru "Wieści", zawsze pogodny, w uczynności niezmordowany(...) Obdarzony świetną pamięcią był niewyczerpanym źródłem wiadomości o ludziach i wydarzeniach ruchu ludowego całego ubiegłego sześćdziesięciolecia. Cichy, skromny, ofiarny, niezwykle pracowity a niczym niezachwiany (...)  W ciągu ponad 40 lat przeszły przez szkoły, w których uczył Franciszek Kuś, tysiące dzieci chłopskich, a uczył i obcował z nimi tak, że swego wychowawcę całe życie z wdzięcznością pamiętają(…) Zjednywał sobie ludzi tym, że żył skromnie; z chłopami cały czas wolny od zajęć szkolnych przebywał; radził, sumiennie spełniał rozliczne obowiązki natury publicznej, niczym się nie wynosząc. Toteż zdobywał wszędzie zaufanie. Chłopi cenili Franciszka Kusia, chłopa-nauczyciela tym bardziej, gdy widzieli, że władze pańskie źle się z nim obchodziły. Władze dokuczały Kusiowi w złośliwy sposób za jego ludowe przekonania, śmiałą krytykę, przerzucały go w sanacyjnych czasach z jednego województwa do drugiego. A on gdziekolwiek się znalazł, niczym niezrażony, postępował tak, jak mu dyktowało poczucie przynależności do klasy chłopskiej zgodnie z postawą demokraty i ludowca”.
Nowa szkoła w Kleczy Dolnej nosi imię Franciszka Kusia, mieszkańcy wsi wmurowali w jej ścianę tablicę pamiątkową.
Franciszek Kuś był dziadkiem poetki Miry Kuś (właśc. Mirosławy).